# Grand Prix automobile de Belgique 2023
GP précédent GP suivant
Le Grand Prix automobile de Belgique 2023 (Formula 1 MSC cruises Belgian Grand Prix 2023) disputé le 30 juillet 2023 sur le Circuit de Spa-Francorchamps, est la 1091e épreuve du championnat du monde de Formule 1, courue depuis 1950. Il s'agit de la 78e édition du Grand Prix de Belgique, la soixante-septième comptant pour le championnat du monde de Formule 1 et la treizième manche du championnat 2023. Ce Grand Prix est le troisième de la saison à accueillir un samedi « sprint » selon une nouvelle formule qui en fait une course indépendante. Par ailleurs, avancé d'un mois par rapport aux éditions précédentes, sa conclusion marque l'entrée dans la trêve estivale d'un mois, la manche suivante ayant lieu fin août aux Pays-Bas.
À l'issue des qualifications, sur une trajectoire sèche en Q3 après un début de journée particulièrement arrosé, Max Verstappen relègue Charles Leclerc et Sergio Pérez à près d'une seconde ; toutefois, pénalisé d'un recul de cinq places sur la grille de départ du Grand Prix en raison de l'installation d'une cinquième boîte de vitesses dans sa RB19, il s'élance en troisième ligne. Le Néerlandais rappelle opportunément qu'il a gagné à Spa en 2022 en partant quatorzième. Le Monégasque s'élance en conséquence depuis la pole position avec Pérez à ses côtés en première ligne. Progressant eux aussi d'un rang, Lewis Hamilton et Carlos Sainz occupent la deuxième ligne. Oscar Piastri devance Verstappen en troisième ligne, Lando Norris et George Russell suivent sur la quatrième ligne tandis que la cinquième ligne est aux couleurs des Aston Martin de Fernando Alonso et Lance Stroll.
Meilleur temps du sprint shootout avec seulement onze millièmes de seconde d'écart sur Oscar Piastri, Max Verstappen remporte le sprint réduit à onze tours, devant le rookie australien et Pierre Gasly. Une violente averse s'abat sur le circuit au moment où doit être donné le départ du sprint. Au bout d'une demi-heure, la pluie cesse mais la piste reste sévèrement détrempée et les pilotes s'élancent en pneus pluie pour quatre tours derrière la voiture de sécurité. Quand elle s'écarte, la moitié du plateau plonge dans la voie des stands pour passer les gommes intermédiaires, l'autre moitié restant en piste un tour supplémentaire. Piastri se retrouve ainsi en tête de la course devant Verstappen et lui résiste jusqu'à ce que Fernando Alonso percute le mur, provocant la sortie de la voiture de sécurité. À la relance, au sixième tour, Verstappen se colle dans les échappements de la McLaren en montant le raidillon de l'Eau Rouge, déboîte et la dépasse avant même la ligne droite de Kemmel. Derrière le trio de tête à l'arrivée de cette épreuve de 24 minutes, Sainz, Leclerc, Norris, Hamilton (arrivé quatrième mais pénalisé de cinq secondes pour avoir accroché Pérez) et Russell marquent des points.
Au terme des quarante-quatre tours du Grand Prix, Max Verstappen remporte une huitième victoire consécutive, sa dixième de la saison et la quarante-cinquième de sa carrière. Red Bull obtient son vingt-septième doublé avec la deuxième place de Sergio Pérez et reste invaincu en 2023 en établissant les records de douze succès consécutifs sur le même exercice et de treize victoires d'affilée à cheval sur deux saisons. Charles Leclerc, aisément dépassé par Pérez à la sortie du raidillon quelques centaines de mètres après l'extinction des feux, doit se satisfaire de son troisième podium de l'année, roulant en solitaire en troisième position d'une course à peine pimentée par une brève averse qui ne nécessite pas le recours aux pneus sculptés. Le Mexicain roule devant jusqu'aux changements de pneus tandis que Verstappen est déjà deuxième derrière lui après neuf tours. Le double champion du monde ressort des stands à deux secondes de son coéquipier, lui ravit la tête au dix-septième tour et porte l'écart à 22 secondes sur la ligne d'arrivée. L'épreuve est également animée par quelques échanges radios musclés entre Verstappen et son ingénieur de piste Gianpiero Lambiase qui lui demande notamment d'« utiliser [sa] tête ». 
Quatrième sans pouvoir menacer la Ferrari mais avec une belle avance sur Fernando Alonso, Lewis Hamilton s'arrête dans l'avant-dernière boucle pour établir le meilleur tour sous le drapeau à damier et subtiliser le point bonus à Verstappen. Il devance Alonso et son coéquipier George Russell dont la course a été compromise dès le départ lorsqu'il a dû éviter l'accrochage qui a provoqué l'abandon d'Oscar Piastri et de Carlos Sainz. Au septième rang, Lando Norris se félicite d'avoir fait l'undercut à « au moins dix voitures » après son arrêt du dix-septième tour pour chausser des pneus tendres alors qu'il évoluait en fond du peloton. Esteban Ocon conduit son Alpine à la huitième place en dépassant notamment Yuki Tsunoda puis Lance Stroll qui prennent les derniers points en jeu.  
Au classement du championnat du monde, Verstappen (314 points), largement en tête, a désormais 125 unités d'avance (l'équivalent de cinq victoires) sur son coéquipier Pérez (189 points). À la troisième place, Alonso (149 points) voit revenir Hamilton (148 points). Leclerc, cinquième, devance Russell à égalité de points (99 chacun). Ils sont talonnés par Sainz (92 points) et suivis par Norris (69 points), Stroll (47 points) et Ocon, dixième avec 35 points. Chez les constructeurs, Red Bull, toujours invaincu, compte 503 points, plus du double de Mercedes (247 points). Aston Martin (196 points) et Ferrari (191 points) sont dans le match pour la troisième place. McLaren (103 points) est cinquième, loin devant Alpine (57 points) ; suivent Williams, Haas (11 points chacun), Alfa Romeo (9 points) et AlphaTauri (3 points).

## Pneus disponibles
| Pneus pour piste sèche | Pneus pour piste sèche | Pneus pour piste sèche | Pneus pluie    | Pneus pluie |
| ---------------------- | ---------------------- | ---------------------- | -------------- | ----------- |
| Durs (Type C2)         | Medium (Type C3)       | Tendres (Type C4)      | Intermédiaires | Pluie       |

## Nouveau format du sprint
La direction de la Formule 1 et les écuries sont parvenues, en marge du Grand Prix d'Australie à Melbourne, à un accord sur l'organisation d'un weekend de Grand Prix comprenant un sprint, l'idée étant de faire du samedi une journée de compétition indépendante. Il y en a six cette année, et la formule a été mise en place pour la première fois le 30 avril à Bakou.
Selon cet accord, validé le 25 avril par le Conseil Mondial de la FIA, se déroule  le vendredi une séance d'essais libres puis une séance de qualification attribuant la pole position et déterminant la composition de la grille de départ de la course dominicale,. Le samedi, se tiennent les qualifications pour le sprint selon un format raccourci à 45 minutes (12 pour la Q1, 10 pour la Q2 et 8 pour la Q3) et sous la dénomination « sprint shootout » puis le sprint lui-même avec attribution des points allant de 8 au premier à 1 au huitième,.

## Essais libres et qualifications

### Première séance d'essais libres, le vendredi de 13 h 30 à 14 h 30
| Pos. | Pilote           | Voiture             | Chrono         | Écart     |
| ---- | ---------------- | ------------------- | -------------- | --------- |
| 1    | Carlos Sainz Jr. | Ferrari             | 2 min 03 s 207 |           |
| 2    | Oscar Piastri    | McLaren-Mercedes    | 2 min 03 s 792 | + 0 s 585 |
| 3    | Lando Norris     | McLaren-Mercedes    | 2 min 04 s 484 | + 1 s 277 |
| 4    | Charles Leclerc  | Ferrari             | 2 min 08 s 148 | + 4 s 941 |
| 5    | Sergio Pérez     | Red Bull-Honda RBPT | 2 min 08 s 240 | + 5 s 033 |
| 6    | Alexander Albon  | Williams-Mercedes   | 2 min 08 s 394 | + 5 s 187 |

- La séance se déroulant sous l'averse, les pilotes roulent en pneus pluie ; plusieurs d'entre eux, comme Max Verstappen et les pilotes Alpine n'enregistrent pas de temps[7].

### Séance de qualifications, le vendredi de 17 h à 18 h
| Pos.                                                                                      | Pilote           | Écurie                | Qualifications 1 | Qualifications 2 | Qualifications 3 |
| ----------------------------------------------------------------------------------------- | ---------------- | --------------------- | ---------------- | ---------------- | ---------------- |
| 1                                                                                         | Max Verstappen   | Red Bull-Honda RBPT   | 1 min 58 s 515   | 1 min 52 s 784   | 1 min 46 s 168   |
| 2                                                                                         | Charles Leclerc  | Ferrari               | 1 min 58 s 300   | 1 min 52 s 017   | 1 min 46 s 988   |
| 3                                                                                         | Sergio Pérez     | Red Bull-Honda RBPT   | 1 min 58 s 899   | 1 min 52 s 353   | 1 min 47 s 045   |
| 4                                                                                         | Lewis Hamilton   | Mercedes              | 1 min 58 s 563   | 1 min 52 s 345   | 1 min 47 s 087   |
| 5                                                                                         | Carlos Sainz Jr. | Ferrari               | 1 min 58 s 688   | 1 min 51 s 711   | 1 min 47 s 152   |
| 6                                                                                         | Oscar Piastri    | McLaren-Mercedes      | 1 min 58 s 872   | 1 min 51 s 534   | 1 min 47 s 365   |
| 7                                                                                         | Lando Norris     | McLaren-Mercedes      | 1 min 59 s 981   | 1 min 52 s 252   | 1 min 47 s 669   |
| 8                                                                                         | George Russell   | Mercedes              | 1 min 59 s 035   | 1 min 52 s 605   | 1 min 47 s 805   |
| 9                                                                                         | Fernando Alonso  | Aston Martin-Mercedes | 1 min 58 s 834   | 1 min 52 s 751   | 1 min 47 s 843   |
| 10                                                                                        | Lance Stroll     | Aston Martin-Mercedes | 1 min 59 s 663   | 1 min 52 s 193   | 1 min 48 s 841   |
| 11                                                                                        | Yuki Tsunoda     | AlphaTauri-Honda RBPT | 1 min 59 s 044   | 1 min 53 s 148   |                  |
| 12                                                                                        | Pierre Gasly     | Alpine-Renault        | 1 min 59 s 511   | 1 min 53 s 671   |                  |
| 13                                                                                        | Kevin Magnussen  | Haas-Ferrari          | 2 min 00 s 020   | 1 min 54 s 160   |                  |
| 14                                                                                        | Valtteri Bottas  | Alfa Romeo-Ferrari    | 1 min 59 s 484   | 1 min 54 s 694   |                  |
| 15                                                                                        | Esteban Ocon     | Alpine-Renault        | 1 min 59 s 634   | 1 min 56 s 372   |                  |
| 16                                                                                        | Alexander Albon  | Williams-Mercedes     | 2 min 00 s 314   |                  |                  |
| 17                                                                                        | Zhou Guanyu      | Alfa Romeo-Ferrari    | 2 min 00 s 832   |                  |                  |
| 18                                                                                        | Logan Sargeant   | Williams-Mercedes     | 2 min 01 s 535   |                  |                  |
| 19                                                                                        | Daniel Ricciardo | AlphaTauri-Honda RBPT | 2 min 02 s 159   |                  |                  |
| 20                                                                                        | Nico Hülkenberg  | Haas-Ferrari          | 2 min 03 s 166   |                  |                  |
| Temps minimal à réaliser pour la qualification : 2 min 06 s 581 (107 % de 1 min 58 s 300) |                  |                       |                  |                  |                  |

### Grille de départ
- Max Verstappen, auteur du meilleur temps, est pénalisé d'un recul de cinq places sur la grille après l'installation d'une cinquième boîte de vitesses sur sa monoplace ; il s'élance sixième[9];
- Kevin Magnussen, auteur du treizième temps, est rétrogradé de trois places sur la grille pour avoir gêné Charles Leclerc durant les qualifications ; il s'élance seizième[10];
- Nico Hülkenberg, auteur du vingtième temps, s'élance depuis la voie des stands à la suite de la modification de sa monoplace sous le régime du parc fermé[11].

## Sprint

### «Sprint shootout» le samedi:  qualifications pour le sprint
| Pos.                                                                                      | Pilote           | Écurie                | SQ1 (12 min)   | SQ2 (10 min)   | SQ3 (8 min)    |
| ----------------------------------------------------------------------------------------- | ---------------- | --------------------- | -------------- | -------------- | -------------- |
| 1                                                                                         | Max Verstappen   | Red Bull-Honda RBPT   | 1 min 58 s 135 | 1 min 55 s 200 | 1 min 49 s 056 |
| 2                                                                                         | Oscar Piastri    | McLaren-Mercedes      | 2 min 00 s 056 | 1 min 56 s 392 | 1 min 49 s 067 |
| 3                                                                                         | Carlos Sainz Jr. | Ferrari               | 1 min 59 s 414 | 1 min 56 s 557 | 1 min 49 s 081 |
| 4                                                                                         | Charles Leclerc  | Ferrari               | 1 min 59 s 575 | 1 min 56 s 265 | 1 min 49 s 251 |
| 5                                                                                         | Lando Norris     | McLaren-Mercedes      | 2 min 00 s 436 | 1 min 56 s 828 | 1 min 49 s 389 |
| 6                                                                                         | Pierre Gasly     | Alpine-Renault        | 2 min 00 s 032 | 1 min 56 s 137 | 1 min 49 s 700 |
| 7                                                                                         | Lewis Hamilton   | Mercedes              | 1 min 58 s 939 | 1 min 55 s 823 | 1 min 49 s 900 |
| 8                                                                                         | Sergio Pérez     | Red Bull-Honda RBPT   | 1 min 59 s 362 | 1 min 55 s 878 | 1 min 49 s 961 |
| 9                                                                                         | Esteban Ocon     | Alpine-Renault        | 1 min 59 s 884 | 1 min 57 s 051 | 1 min 50 s 494 |
| 10                                                                                        | George Russell   | Mercedes              | 2 min 00 s 475 | 1 min 57 s 393 | 1 min 55 s 742 |
| 11                                                                                        | Daniel Ricciardo | AlphaTauri-Honda RBPT | 2 min 00 s 177 | 1 min 57 s 687 |                |
| 12                                                                                        | Alexander Albon  | Williams-Mercedes     | 1 min 59 s 198 | Pas de temps   |                |
| 13                                                                                        | Logan Sargeant   | Williams-Mercedes     | 2 min 00 s 031 | Pas de temps   |                |
| 14                                                                                        | Lance Stroll     | Aston Martin-Mercedes | 2 min 00 s 460 | Pas de temps   |                |
| 15                                                                                        | Fernando Alonso  | Aston Martin-Mercedes | 1 min 59 s 038 | Pas de temps   |                |
| 16                                                                                        | Yuki Tsunoda     | AlphaTauri-Honda RBPT | 2 min 00 s 568 |                |                |
| 17                                                                                        | Valtteri Bottas  | Alfa Romeo-Ferrari    | 2 min 00 s 951 |                |                |
| 18                                                                                        | Kevin Magnussen  | Haas-Ferrari          | 2 min 01 s 079 |                |                |
| 19                                                                                        | Zhou Guanyu      | Alfa Romeo-Ferrari    | 2 min 01 s 430 |                |                |
| Temps minimal à réaliser pour la qualification : 2 min 06 s 404 (107 % de 1 min 58 s 135) |                  |                       |                |                |                |
| Nq.                                                                                       | Nico Hülkenberg  | Haas-Ferrari          | Pas de temps   |                |                |

### Sprint, le samedi de 16 h 30 à 17 h 30
| Pos. | Pilote           | Voiture               | Tours | Temps/Abandon                     | Grille | Points |
| ---- | ---------------- | --------------------- | ----- | --------------------------------- | ------ | ------ |
| 1    | Max Verstappen   | Red Bull-Honda RBPT   | 11    | 24 min 58 s 433 (184,801 km/h)    | 1      | 8      |
| 2    | Oscar Piastri    | McLaren-Mercedes      | 11    | + 6 s 677                         | 2      | 7      |
| 3    | Pierre Gasly     | Alpine-Renault        | 11    | + 10 s 733                        | 6      | 6      |
| 4    | Carlos Sainz Jr. | Ferrari               | 11    | + 12 s 648                        | 3      | 5      |
| 5    | Charles Leclerc  | Ferrari               | 11    | + 15 s 016                        | 4      | 4      |
| 6    | Lando Norris     | McLaren-Mercedes      | 11    | + 16 s 052                        | 5      | 3      |
| 7    | Lewis Hamilton   | Mercedes              | 11    | + 16 s 757 (dont 5 s de pénalité) | 7      | 2      |
| 8    | George Russell   | Mercedes              | 11    | + 16 s 822                        | 10     | 1      |
| 9    | Esteban Ocon     | Alpine-Renault        | 11    | + 22 s 410                        | 9      |        |
| 10   | Daniel Ricciardo | AlphaTauri-Honda RBPT | 11    | + 22 s 806                        | 11     |        |
| 11   | Lance Stroll     | Aston Martin-Mercedes | 11    | + 25 s 007                        | 14     |        |
| 12   | Alexander Albon  | Williams-Mercedes     | 11    | + 26 s 303                        | 12     |        |
| 13   | Valtteri Bottas  | Alfa Romeo-Ferrari    | 11    | + 27 s 006                        | 17     |        |
| 14   | Kevin Magnussen  | Haas-Ferrari          | 11    | + 32 s 986                        | 18     |        |
| 15   | Zhou Guanyu      | Alfa Romeo-Ferrari    | 11    | + 36 s 342                        | 19     |        |
| 16   | Logan Sargeant   | Williams-Mercedes     | 11    | + 37 s 571                        | 13     |        |
| 17   | Nico Hülkenberg  | Haas-Ferrari          | 11    | + 37 s 827                        | 20     |        |
| 18   | Yuki Tsunoda     | AlphaTauri-Honda RBPT | 11    | + 39 s 267                        | 16     |        |
| Abd. | Sergio Pérez     | Red Bull-Honda RBPT   | 8     | Retrait volontaire                | 8      |        |
| Abd. | Fernando Alonso  | Aston Martin-Mercedes | 2     | Accident                          | 15     |        |

## Course

### Classement de la course
| Pos. | no | Pilote           | Écurie                | Tours | Temps/Abandon                      | Grille | Points |
| ---- | -- | ---------------- | --------------------- | ----- | ---------------------------------- | ------ | ------ |
| 1    | 1  | Max Verstappen   | Red Bull-Honda RBPT   | 44    | 1 h 22 min 30 s 450 (224,017 km/h) | 6      | 25     |
| 2    | 11 | Sergio Pérez     | Red Bull-Honda RBPT   | 44    | + 22 s 305                         | 2      | 18     |
| 3    | 16 | Charles Leclerc  | Ferrari               | 44    | + 32 s 259                         | 1      | 15     |
| 4    | 44 | Lewis Hamilton   | Mercedes              | 44    | + 49 s 671                         | 3      | 12 + 1 |
| 5    | 14 | Fernando Alonso  | Aston Martin-Mercedes | 44    | + 56 s 184                         | 9      | 10     |
| 6    | 63 | George Russell   | Mercedes              | 44    | + 1 min 03 s 101                   | 8      | 8      |
| 7    | 4  | Lando Norris     | McLaren-Mercedes      | 44    | + 1 min 13 s 719                   | 7      | 6      |
| 8    | 31 | Esteban Ocon     | Alpine-Renault        | 44    | + 1 min 14 s 719                   | 14     | 4      |
| 9    | 18 | Lance Stroll     | Aston Martin-Mercedes | 44    | + 1 min 19 s 340                   | 10     | 2      |
| 10   | 22 | Yuki Tsunoda     | AlphaTauri-Honda RBPT | 44    | + 1 min 20 s 221                   | 11     | 1      |
| 11   | 10 | Pierre Gasly     | Alpine-Renault        | 44    | + 1 min 23 s 084                   | 12     |        |
| 12   | 77 | Valtteri Bottas  | Alfa Romeo-Ferrari    | 44    | + 1 min 25 s 191                   | 13     |        |
| 13   | 24 | Zhou Guanyu      | Alfa Romeo-Ferrari    | 44    | + 1 min 35 s 441                   | 17     |        |
| 14   | 23 | Alexander Albon  | Williams-Mercedes     | 44    | + 1 min 36 s 184                   | 15     |        |
| 15   | 20 | Kevin Magnussen  | Haas-Ferrari          | 44    | + 1 min 41 s 754                   | 16     |        |
| 16   | 3  | Daniel Ricciardo | AlphaTauri-Honda RBPT | 44    | + 1 min 43 s 071                   | 19     |        |
| 17   | 2  | Logan Sargeant   | Williams-Mercedes     | 44    | + 1 min 44 s 476                   | 18     |        |
| 18   | 27 | Nico Hülkenberg  | Haas-Ferrari          | 44    | + 1 min 50 s 450                   | 20     |        |
| Abd. | 55 | Carlos Sainz Jr. | Ferrari               | 23    | Dégâts                             | 4      |        |
| Abd. | 81 | Oscar Piastri    | McLaren-Mercedes      | 0     | Accrochage                         | 5      |        |

### Pole position et record du tour
- Pole position :  Charles Leclerc (Ferrari) en 1 min 46 s 988 (235,675 km/h)[15].
- Meilleur tour en course :  Lewis Hamilton (Mercedes) en 1 min 47 s 305 (234,979 km/h) au quarante-quatrième et dernier tour ; quatrième de l'épreuve, il remporte le point bonus associé[16].

### Tours en tête
- Sergio Pérez (Red Bull-Honda RBPT) : 14 tours (1-12 / 15-16)[17]
- Max Verstappen (Red Bull-Honda RBPT) : 30 tours (13-14 / 17-44)

## Classements généraux à l'issue de la course
| Pos. | Pilote           | Écurie                | Points |
| ---- | ---------------- | --------------------- | ------ |
| 1    | Max Verstappen   | Red Bull-Honda RBPT   | 314    |
| 2    | Sergio Pérez     | Red Bull-Honda RBPT   | 189    |
| 3    | Fernando Alonso  | Aston Martin-Mercedes | 149    |
| 4    | Lewis Hamilton   | Mercedes              | 148    |
| 5    | Charles Leclerc  | Ferrari               | 99     |
| 6    | George Russell   | Mercedes              | 99     |
| 7    | Carlos Sainz Jr. | Ferrari               | 92     |
| 8    | Lando Norris     | McLaren-Mercedes      | 69     |
| 9    | Lance Stroll     | Aston Martin-Mercedes | 47     |
| 10   | Esteban Ocon     | Alpine-Renault        | 35     |
| 11   | Oscar Piastri    | McLaren-Mercedes      | 34     |
| 12   | Pierre Gasly     | Alpine-Renault        | 22     |
| 13   | Alexander Albon  | Williams-Mercedes     | 11     |
| 14   | Nico Hülkenberg  | Haas-Ferrari          | 9      |
| 15   | Valtteri Bottas  | Alfa Romeo-Ferrari    | 5      |
| 16   | Zhou Guanyu      | Alfa Romeo-Ferrari    | 4      |
| 17   | Yuki Tsunoda     | AlphaTauri-Honda RBPT | 3      |
| 18   | Kevin Magnussen  | Haas-Ferrari          | 2      |

| Pos. | Écurie                | Points |
| ---- | --------------------- | ------ |
| 1    | Red Bull-Honda RBPT   | 503    |
| 2    | Mercedes              | 247    |
| 3    | Aston Martin-Mercedes | 196    |
| 4    | Ferrari               | 191    |
| 5    | McLaren-Mercedes      | 103    |
| 6    | Alpine-Renault        | 57     |
| 7    | Williams-Mercedes     | 11     |
| 8    | Haas-Ferrari          | 11     |
| 9    | Alfa Romeo-Ferrari    | 9      |
| 10   | AlphaTauri-Honda RBPT | 3      |

## Statistiques
Le Grand Prix de Belgique 2023 représente :
- la 20e pole position de Charles Leclerc, sa seconde de la saison[20] ;
- la 45e victoire de Max Verstappen, sa dixième de la saison et la huitième consécutive[21] ;
- la 104e victoire de Red Bull, la douzième de la saison en douze épreuves disputées[22] ;
- le 27e doublé de Red Bull, le cinquième de la saison[23] ;
- la 12e victoire de Honda RBPT en tant que motoriste, invaincu à ce point de la saison[24].

Au cours de ce Grand Prix :
- Red Bull Racing, avec une série de 12 victoires consécutives dans la même saison bat le record établi par McLaren en 1988[25] ;
- Red Bull Racing, avec une série de 13 victoires consécutives (à cheval sur deux exercices) améliore son précédent record[25] ;
- Max Verstappen passe la barre des 2 300 points inscrits en Formule 1 (2 325,5 points)[26] ;
- Max Verstappen est élu « pilote du jour » à l'issue d'un vote organisé sur le site officiel de la Formule 1[27] ;
- Derek Warwick (146 départs en Grands Prix entre 1981 et 1993, quatre podiums, 71 points inscrits) est nommé conseiller par la FIA pour aider dans leurs jugements le groupe des commissaires de course[28].